# François Fillon
François Charles Armand Fillon (Le Mans, 4 marzo 1954) è un politico francese, primo ministro della Francia dal 17 maggio 2007 al 16 maggio 2012 sotto la presidenza di Nicolas Sarkozy.
Fillon è diventato ministro del lavoro di Jean-Pierre Raffarin nel 2002 e ha intrapreso riforme controverse dalla legge sulla settimana lavorativa di 35 ore al sistema pensionistico francese. Nel 2004, in qualità di Ministro dell'educazione nazionale, ha proposto la tanto dibattuta "legge Fillon sull'educazione".
Nel 2005, Fillon è stato eletto senatore per il dipartimento della Sarthe. Il suo ruolo di consigliere politico nella carriera di Nicolas Sarkozy lo ha portato a divenire primo ministro. Fillon si è dimesso con la sconfitta di Sarkozy da parte di François Hollande nelle elezioni presidenziali del 2012.
Correndo su una piattaforma descritta come conservatrice, Fillon ha corso nelle primarie presidenziali repubblicane del 2016. Si è piazzato al primo turno il 20 novembre, sconfiggendo Alain Juppé nello spareggio principale una settimana dopo. Dopo la sua vittoria alle primarie, i sondaggi d'opinione hanno mostrato Fillon come uno dei favoriti per le elezioni presidenziali del 2017 insieme a Marine Le Pen (FN) e Emmanuel Macron (EM).
Nel marzo 2017, François Fillon è diventato uno dei primi candidati del più importante partito politico francese a "essere formalmente incriminato in un'indagine per appropriazione indebita allargata" a causa delle accuse "di aver pagato alla moglie e ai figli centinaia di migliaia di euro da un libro paga pubblico "durante la corsa presidenziale, in un caso che è divenuto noto come "Penelopegate". Tuttavia, ha deciso di non ritirarsi dalla corsa presidenziale e ha continuato a dichiarare la sua innocenza, negando di aver sottratto denaro. Il 23 aprile 2017, è stato sconfitto al primo turno delle elezioni presidenziali, e successivamente ha riconosciuto di non avere la legittimità di guidare il partito alle elezioni legislative di giugno
Nel 2020 è stato condannato per frode e abuso di fondi e condannato a cinque anni di carcere (tre dei quali sospesi). Ha presentato ricorso contro la sentenza. Nel maggio 2022 la pena è stata ridotta a quattro anni di reclusione (tre dei quali sospesi).
Nel dicembre 2021 Fillon è stato nominato membro del Consiglio di amministrazione di Sibur Holding, la più grande azienda petrolchimica integrata in Russia. Si è dimesso da questa posizione nel febbraio 2022, a seguito dell'invasione russa dell'Ucraina.

## Biografia
Figlio di un notaio, Michel Fillon, e della storica Anne-Marie Soulet, ha due fratelli più giovani, Dominique (un pianista e musicista jazz)  e Pierre presidente dell'Automobile Club de l'Ouest ente organizzatore della 24 Ore di Le Mans e del FIA World Endurance Championship.
In possesso di Laurea magistrale in diritto pubblico nel 1976, diventa il più stretto collaboratore di Joël Le Theule.
Aderisce al Raggruppamento per la Repubblica (RPR) e, dopo la morte prematura di Le Thuele nel 1980, inizia una brillante carriera politica e si avvicina a Philippe Séguin, capofila del gollismo sociale. L'obiettivo del gollismo sociale è la tutela della democrazia sociale senza tuttavia rimettere in discussione il capitalismo. Questa forma di gollismo, legata alla difesa dell'indipendenza nazionale e al ruolo della Francia nel mondo, è la più vicina al gollismo tradizionale.

## Carriera politica

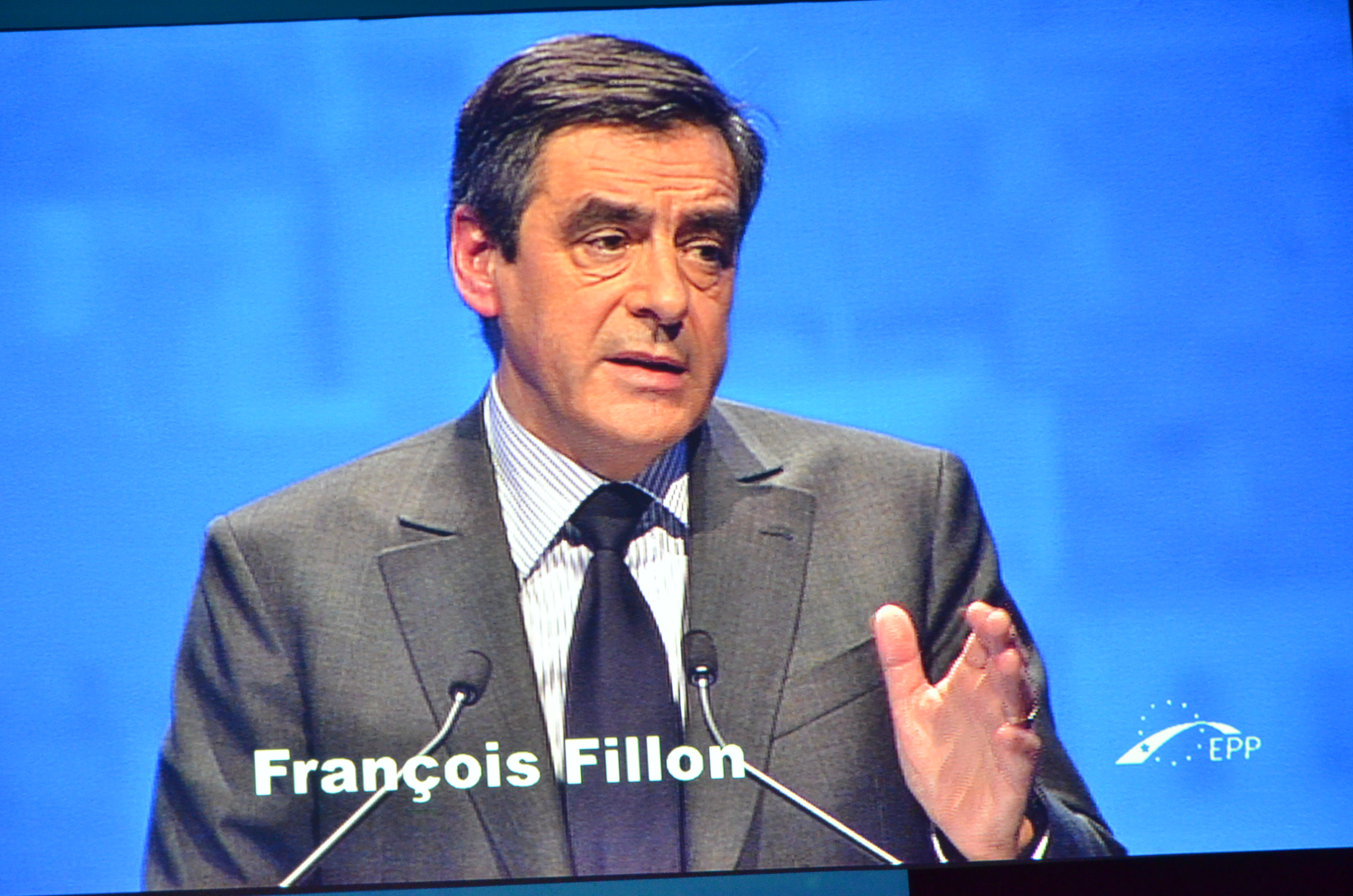
François Fillon parla al Congresso del PPE il 7 dicembre 2011

È sindaco di Sablé-sur-Sarthe dal 1983 al 2001, presidente del consiglio generale della Sarthe dal 1992 al 1998 e presidente dell'assemblea regionale dei Paesi della Loira dal 1998 al 2002, poi primo vicepresidente fino al 2004.
Eletto deputato all'Assemblée Nationale nel 1981, viene rieletto nel 1986, 1988, 1993, 1997 e nel 2002. È ministro dell'Insegnamento superiore e della Ricerca nel governo di Édouard Balladur (marzo 1993 - maggio 1995). Alle elezioni presidenziali del 1995 appoggia la candidatura di Balladur. Dopo l'elezione di Jacques Chirac, è uno dei pochissimi sostenitori di Balladur a figurare nel nuovo governo. È nominato, infatti, ministro delle Tecnologie dell'informazione e delle Poste nel primo governo di Alain Juppé (maggio-novembre 1995). Ministro degli Affari sociali, del Lavoro e della Solidarietà nel secondo governo di Juppé (novembre 1995 - giugno 1997).
Nel 1997 entra nella segreteria del RPR e, nel 1998, diventa portavoce della commissione esecutiva del partito. Nel 1999, dopo le dimissioni di Philippe Séguin dalla presidenza dell'RPR presenta la sua candidatura a succedergli. Al primo turno, arriva terzo con il 25% dei voti. Escluso dal ballottaggio, appoggia Michèle Alliot-Marie, che sarà eletta.
Dopo la rielezione di Jacques Chirac alla presidenza della Repubblica nel maggio 2002, aderisce all'Unione per un Movimento Popolare (UMP) ed è indicato come possibile nuovo primo ministro. Chirac, invece, sceglie Jean-Pierre Raffarin. Quest'ultimo costituisce il suo governo e nomina Fillon ministro degli Affari sociali, del Lavoro e della Solidarietà. In tale veste, fa approvare dal Parlamento una riforma delle pensioni e dell'orario lavorativo di 35 ore. Alle elezioni regionali del marzo 2004 non è rieletto presidente della regione Pays de la Loire. Nel rimpasto conseguente alle elezioni diventa ministro dell'Educazione nazionale, dell'Insegnamento superiore e della Ricerca. Intraprende una riforma globale degli studi superiori, ma a causa delle proteste degli studenti liceali dovrà ridimensionare il suo progetto iniziale.
Il 1º giugno 2005 Dominique de Villepin succede a Raffarin, e forma un governo da cui Fillon è escluso. Ferito, il 4 giugno scrive un articolo sul quotidiano della sera Le Monde dove si esprime con parole sprezzanti nei confronti del presidente della Repubblica: "Di Chirac non si ricorderà nulla, tranne le mie riforme".
Dal settembre 2005 è senatore. Alle elezioni presidenziali del 2007 è uno dei principali sostenitori della candidatura di Nicolas Sarkozy.

### Primo ministro

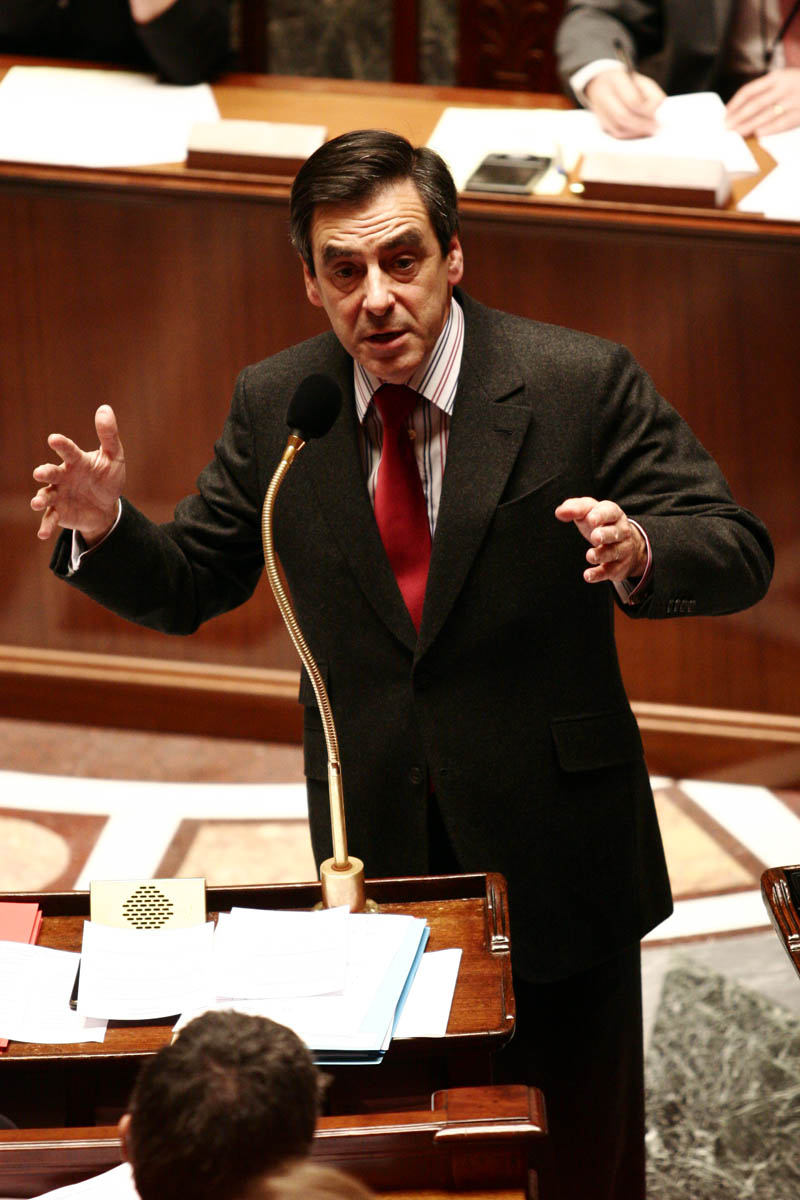
François Fillon all'Assemblea nazionale, 18 dicembre 2007

È nominato primo ministro il 17 maggio 2007 da Nicolas Sarkozy, all'indomani dell'insediamento di quest'ultimo alla Presidenza della Repubblica. La formazione del governo è stata ufficializzata il 18 maggio 2007. A seguito delle elezioni legislative del 10 e 17 giugno 2007, seguendo la tradizione della Quinta Repubblica, il governo ha rassegnato le dimissioni il 18 giugno 2007. Il Presidente Nicolas Sarkozy ha nuovamente nominato Fillon primo ministro, e il nuovo governo è stato costituito il 19 giugno 2007. Il 14 novembre 2010 costituisce il Governo Fillon III, che resta in carica fino al 16 maggio 2012, quando il nuovo presidente della Repubblica François Hollande nomina Primo ministro Jean-Marc Ayrault. Eletto deputato all'Assemblée nationale il 3 giugno 2012.
Il 30 giugno 2012 annuncia la sua candidatura ufficiale alle elezioni per la presidenza dell'UMP fissate per il 18 novembre. Il 30 luglio, mentre è ospite a Capri di Luca di Montezemolo, è vittima di un incidente in motorino, e in conseguenza delle fratture è costretto a rientrare precipitosamente in Francia per subire le cure del caso. In seguito, è sottoposto a un nuovo intervento chirurgico per calcoli renali. A causa di questi imprevisti è costretto a ridurre la sua attività nel corso della campagna elettorale per la presidenza del partito. Nonostante i pronostici lo dessero in largo vantaggio sul concorrente Jean-François Copé, la sera del 19 novembre, dopo 24 ore di incertezza, risulta battuto da quest'ultimo con uno scarto ridottissimo (50,03%, contro 49,97, ossia solo 93 voti di differenza). I risultati divengono immediatamente l'oggetto di contestazioni, e Fillon rilascia a caldo una dichiarazione durissima, scartando qualsiasi ipotesi di collaborazione con l'avversario. Andati a vuoto i tentativi di mediazione esperiti da Alain Juppé e da Nicolas Sarkozy, e respinta da Copé la soluzione di un referendum, il 28 novembre, 68 deputati che si richiamano a Fillon costituiscono un gruppo autonomo all'Assemblée nationale, che prende il nome di R-UMP (Rassemblement-UMP). In seguito a un accordo con Copé, il gruppo è sciolto nel gennaio successivo.
Il 9 maggio 2013, nel corso di un viaggio ufficiale in Giappone annuncia alla stampa che sarà candidato alla primarie dell'UMP per le presidenziali del 2017.
Dal 15 giugno 2014, insieme a Alain Juppé e Jean-Pierre Raffarin è stato membro di un triumvirato che ha retto l'UMP fino al congresso straordinario nell'ottobre dello stesso anno.

### Primarie presidenziali del 2016 ed elezioni presidenziali del 2017

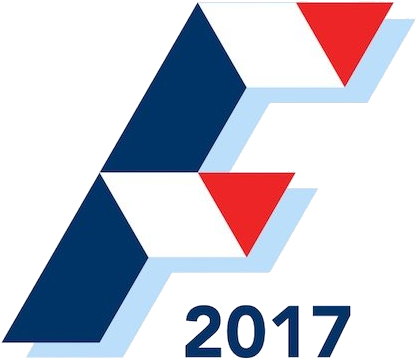
Logo di François Fillon per le elezioni primarie della destra e di centro.

Il 20 novembre 2016 Fillon vince il primo turno delle primarie del partito di centrodestra dei Repubblicani col 44,1%, nonostante i sondaggi lo dessero terzo con circa il 20% dei consensi. Si impone soprattutto nei piccoli centri urbani e nelle aree rurali, tradizionalmente più conservatrici rispetto alle città.
Il 27 novembre, Fillon ha battuto col 66,5% Alain Juppé nel ballottaggio delle primarie. Egli sarà dunque il candidato di quel partito alle elezioni presidenziali del 2017, che determineranno il successore di François Hollande.
Dopo un accesso della polizia nella sede dell'Assemblea Nazionale autorizzato dal relativo Presidente, si sta indagando sul fatto che la consorte Penelope sia stata assunta come assistente parlamentare, ma che lei non abbia mai messo piede negli uffici del marito all'Assemblea Nazionale, che non sia trovato né un badge d'ingresso, né un indirizzo e-mail". Questi avvenimenti destabilizzano la candidatura di Fillon, partito inizialmente favorito con circa il 29-32%,davanti anche alla Le Pen, nei sondaggi e rilevato poi terzo con circa il 17-19%.
Alle elezioni presidenziali dell'aprile 2017, Fillon ottiene il 20,01% dei voti (7.2 milioni di voti), che non gli permette, per 1.3 punti, di accedere al ballottaggio previsto per il 7 maggio. Subito dopo la sconfitta, ha dichiarato in una conferenza stampa che sosterrà Emmanuel Macron, candidato del partito politico La République En Marche.

## Vita privata

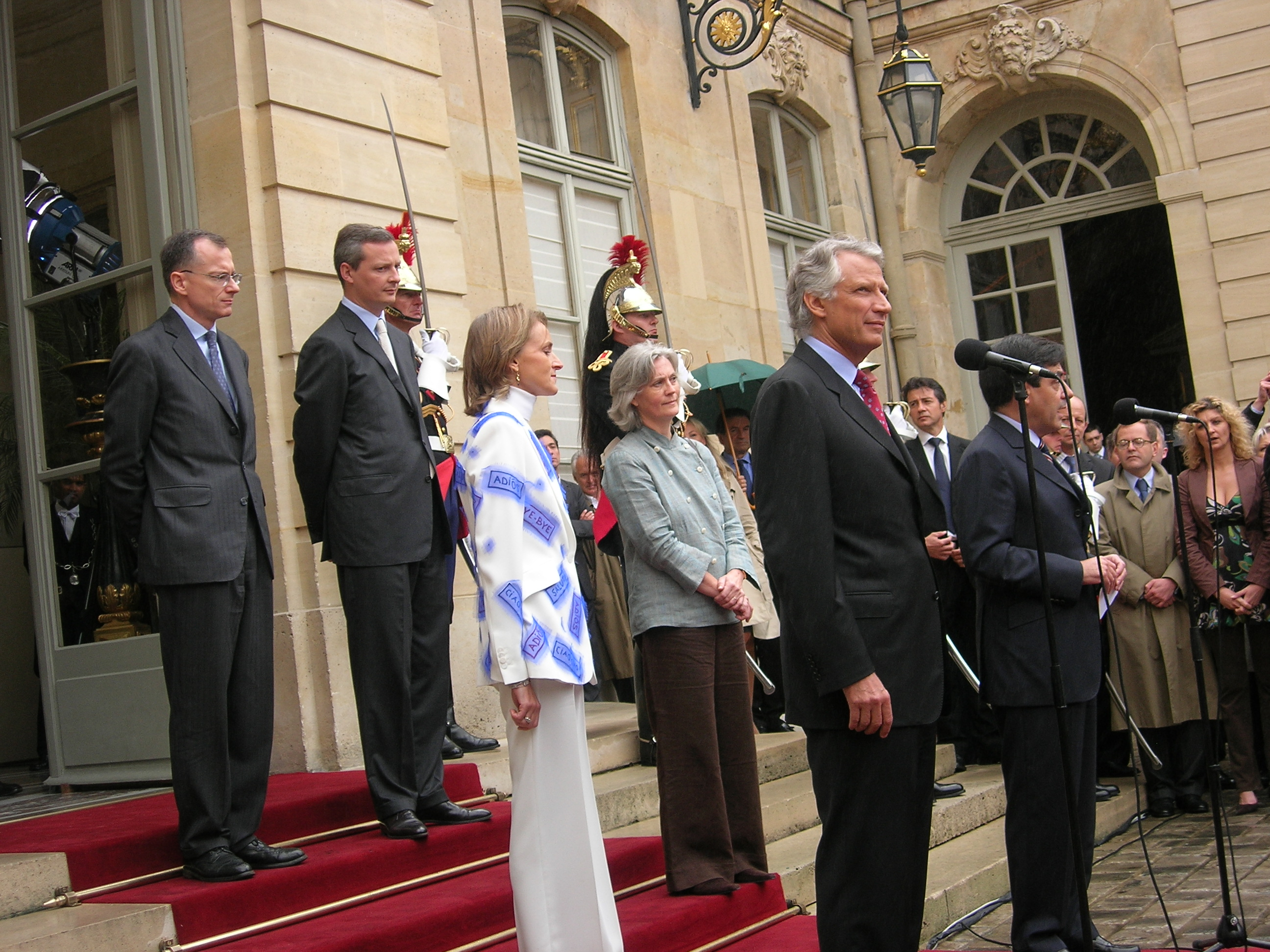
Fillon al passaggio di potere come primo ministro con Dominique de Villepin, (dietro di lui la moglie Penelope)

Fillon si è sposato con la gallese Penelope Kathryn Clarke dalla quale ha avuto cinque figli: Marie (1982), Charles (1984), Antoine (1985), Edouard (1989) e Arnaud (2001). Due sono stati i drammi della sua vita: l'improvvisa scomparsa del suo mentore Joël Le Theule e la morte in un incidente automobilistico di un fratello diciottenne.

## Incarichi di governo
- Primo ministro: dal 17 maggio 2007 al 15 maggio 2012.
- Ministro dell'Educazione nazionale: 2004-2005.
- Ministro degli Affari sociali: 2002-2004.
- Ministro delegato alle Poste, alle telecomunicazioni e allo spazio: 1995-1997.
- Ministro delle Tecnologie dell'informazione e delle Poste: maggio-giugno 1995.
- Ministro dell'Educazione superiore e della Ricerca: 1993-1995.

## Mandati elettorali
Assemblea nazionale francese
- Deputato all'Assemblée nationale (Francia) per la Sarthe: 1981-1993 (Divenne ministro nel 1993) / 1997-2002 (Divenne ministro nel 2002) / Rieletto nel 2007, ma resta Primo ministro. Eletto nel 1981, rieletto nel 1986, 1988, 1993, 1997, 2002, 2007, 2012.

Senato della Francia
- Senatore della Sarthe: Eletto nel 2004, ma resta ministro / 2005-2007 (Divenne Primo ministro nel 2007).

Consiglio regionale
- Presidente del Consiglio regionale dei Paesi della Loira: 1998-2002 (Dimissioni).
- Vicepresidente del Consiglio regionale dei Paesi della Loira: 2002-2004.
- Consigliere regionale dei Paesi della Loira: 1998-2007 (Dimissioni). Rieletto nel 2004.

Consiglio generale
- Presidente del Consiglio generale della Sarthe: 1992-1998. Rieletto nel 1994.
- Vicepresidente del Consiglio generale della Sarthe: 1985-1992. Rieletto nel 1988.
- Consigliere generale della Sarthe: 1981-1998. Rieletto nel 1985, 1992.

Consiglio comunale
- Sindaco di Sablé-sur-Sarthe: 1983-2001. Rieletto nel 1989, 1995.
- Il vicesindaco di Sablé-sur-Sarthe: 1981-1983.
- Consigliere comunale di Sablé-sur-Sarthe: 1981-2001. Rieletto nel 1983, 1989, 1995.
- Consigliere comunale di Solesmes: Dal 2001. Rieletto nel 2008.

Consiglio dei Communauté de communes
- Presidente della Communauté de communes de Sablé-sur-Sarthe. Dal 2001. Rieletto nel 2008.

## Curiosità
- Fillon è un appassionato di corse automobilistiche ed è stato corridore egli stesso nel circuito di Le Mans.